# Бутан на летних Олимпийских играх 2016
Бутан на летних Олимпийских играх 2016 года был представлен двумя спортсменами в двух видах спорта. Во второй раз Бутан был представлен в стрельбе (оба раза — в соревнованиях женщин по стрельбе из пневматической винтовки с 10 метров). В стрельбе из пневматической винтовки у женщин страну представляла Кунзанг Ленчу, получившая приглашение от организаторов соревнований. Бутан, вместе ещё с 8 странами, имел одну из самых малочисленных делегаций на Играх. Меньше спортсменов было только у сборной Тувалу, которая была представлена одним атлетом. Знаменосцем сборной Бутана на церемонии открытия Игр стала Карма, а на церемонии закрытия — Кунзанг Ленчу. По итогам соревнований сборная Бутана, принимавшая участие в своих девятых летних Олимпийских играх, вновь осталась без медалей.

## Состав сборной
Стрельба
1. Кунзанг Ленчу

 Стрельба из лука
1. Карма

## Результаты соревнований

### Стрельба
В январе 2013 года Международная федерация спортивной стрельбы приняла новые правила проведения соревнований на 2013—2016 года, которые, в частности, изменили порядок проведения финалов. Во многих дисциплинах спортсмены, прошедшие в финал, теперь начинают решающий раунд без очков, набранных в квалификации, а финал проходит по системе с выбыванием. Также в финалах после каждого раунда стрельбы из дальнейшей борьбы выбывает спортсмен с наименьшим количеством баллов. В скоростном пистолете решающие поединки проходят по системе попал-промах. В стендовой стрельбе добавился полуфинальный раунд, где определяются по два участника финального матча и поединка за третье место.
Женщины
| Соревнование                       | Спортсмены    | Квалификация | Квалификация | Полуфинал     | Полуфинал     | Финал                 | Финал                 |
| Соревнование                       | Спортсмены    | Результат    | Место        | Результат     | Место         | Соперник/ Результат   | Место                 |
| ---------------------------------- | ------------- | ------------ | ------------ | ------------- | ------------- | --------------------- | --------------------- |
| пневматическая винтовка, 10 метров | Кунзанг Ленчу | 404,9        | 45           | Не проводится | Не проводится | Завершила выступление | Завершила выступление |

### Стрельба из лука
В квалификации соревнований лучники выполняют 12 серий выстрелов по 6 стрел с расстояния 70-ти метров. По итогам предварительного раунда составляется сетка плей-офф, где в 1/32 финала 1-й номер посева встречается с 64-м, 2-й с 63-м и.т.д. В поединках на выбывание спортсмены выполняют по три выстрела. Участник, набравший за эту серию больше очков получает 2 очка. Если же оба лучника набрали одинаковое количество баллов, то они получают по одному очку. Победителем пары становится лучник, первым набравший 6 очков.
Женщины
| Соревнование              | Спортсмены | Квалификация | Квалификация | 1/32 финала                  | 1/16 финала           | 1/8 финала            | Четвертьфинал         | Полуфинал             | Финал                 | Место |
| Соревнование              | Спортсмены | Результат    | Место        | Соперник Результат           | Соперник Результат    | Соперник Результат    | Соперник Результат    | Соперник Результат    | Соперник Результат    | Место |
| ------------------------- | ---------- | ------------ | ------------ | ---------------------------- | --------------------- | --------------------- | --------------------- | --------------------- | --------------------- | ----- |
| индивидуальное первенство | Карма      | 588          | 60           | RUSТ. Дашидоржиева (5) П 3:7 | завершила выступление | завершила выступление | завершила выступление | завершила выступление | завершила выступление | 33    |